# Enhydris gyii
Il serpente di fango del Kapuas (Enhydris gyii Murphy, Voris & Auliya, 2005) è un serpente velenoso appartenente alla famiglia Homalopsidae. È stato scoperto nel parco nazionale di Betung Kerihun, sull'isola del Borneo.
L'habitat attualmente conosciuto è limitato alle zone umide ed agli acquitrini del fiume Kapuas.
Possiede capacità di mutare il colore della pelle da marrone a bianco in pochi minuti. Gli esemplari catturati raggiungono la lunghezza di 1.6 metri.